# Magatzem i restes del Molí d'oli Gomà
El Magatzem i restes del Molí d'oli Gomà és una obra modernista de Cervera (Segarra) protegida com a Bé Cultural d'Interès Local.

## Descripció
Situat molt a prop de la N-II, via d'accés i sortida del municipi. Edifici de planta rectangular que en origen tenia la planta allargassada, amb les obertures i els remats de les façanes dels extrems decorades amb maons. Aquesta fisonomía es va perdre amb l'enderrocament de l'any 1998, quan es va iniciar el projecte de construcció d'un bloc de pisos. Es conserva una part de l'edifici original que consta de dos cossos ben diferenciats, un d'un nivell i l'altre de dos. El primer, presenta una porta i un finestral d'amplada decreixent culminat per un arc rebaixat. L'obertura està emmarcada amb maó i en destaca un tester amb la mateixa amplada, de línies rectes i delimitat per pilastrons de maó. Adossat a aquest, s'alça l'altre cos, on s'hi conserva la inscripció Fábrica de aceites. Les obertures estan emmarcades amb maons, tant les d'arc de mig punt que trobem a la planta baixa -porta d'accés i obertures tapiades, com les de llinda plana del pis superior- amb algunes obertures que també estan tapiades. En ambdós casos la coberta és a dues aigües amb carener perpendicular a la façana principal. Al lateral de l'edifici, una reixa alçada respecte el terra, mitjançant un sòcol, delimita el terreny on se situa el molí d'oli i altres dependències de la fàbrica.